# Francisco Mwepu
Francisco Mwepu, né le 29 février 2000 en Zambie est un footballeur international zambien.

## Biographie

### Carrière
Il a commencé à jouer pour le Celtic Kafue, a ensuite fait un essai avec le Red Bull Salzbourg en 2018 et revient finalement dans le club zambien Red Arrows. En 2020, il signe avec le Sturm Graz pour deux saisons, plus une saison optionnelle, revenant ainsi dans le football autrichien.
Il a signé un contrat d'une saison avec Cádiz C. F. Mirandilla, filiale de la RFEF espagnole de deuxième rang, au début de la saison 2022-23, avec une option pour une autre saison. Lors de sa première saison, il a marqué sept buts en 28 matchs. Le jour où il a marqué son premier but pour Cadix, son frère a annoncé sa retraite à la suite d'une crise cardiaque[réf. nécessaire][pertinence contestée].
La carrière du joueur zambien en championnat a débuté comme remplaçant à Cadix contre Villarreal le 24 mai 2023, alors qu'il n'avait que 23 ans. C'est le seul match de Mwepu en Liga jusqu'à présent.